# Virgin Voyages
Virgin Voyages es una línea de cruceros con sede en Plantation, Florida, Estados Unidos y una empresa conjunta entre Virgin Group y Bain Capital.
En mayo de 2023, Virgin Voyages tiene tres barcos en la flota, y uno más en pedido, todos con una capacidad esperada de aproximadamente 2,700 pasajeros cada uno. El primer barco, Scarlet Lady, comenzó a navegar el 6 de agosto de 2021 desde Portsmouth con itinerarios exclusivos del Reino Unido. Scarlet Lady comenzó a operar desde PortMiami en octubre de 2021, navegando principalmente en cruceros de cuatro a cinco noches en el Caribe.

## Historia

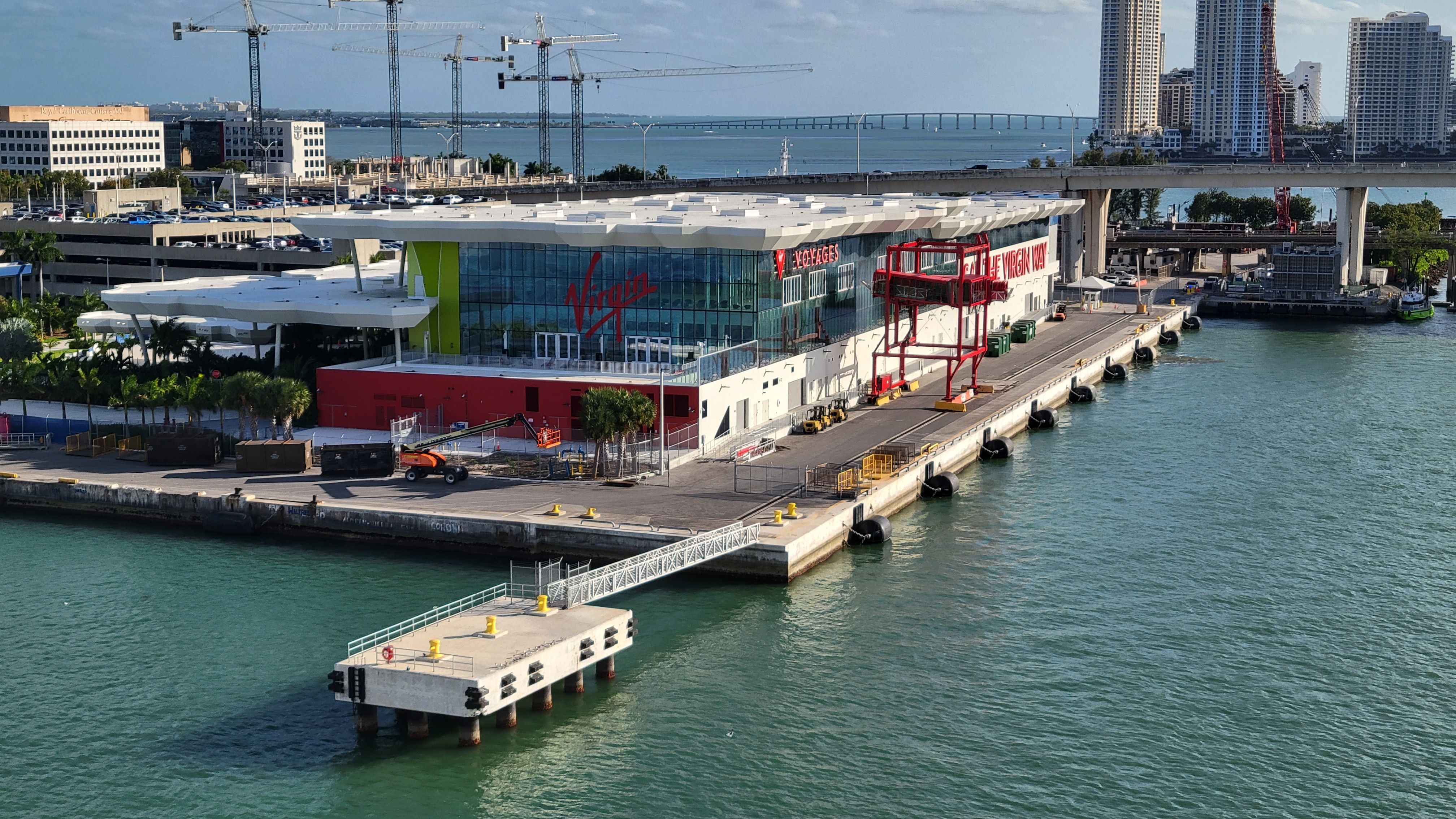
Virgin Voyages Terminal V en PortMiami (marzo de 2024)

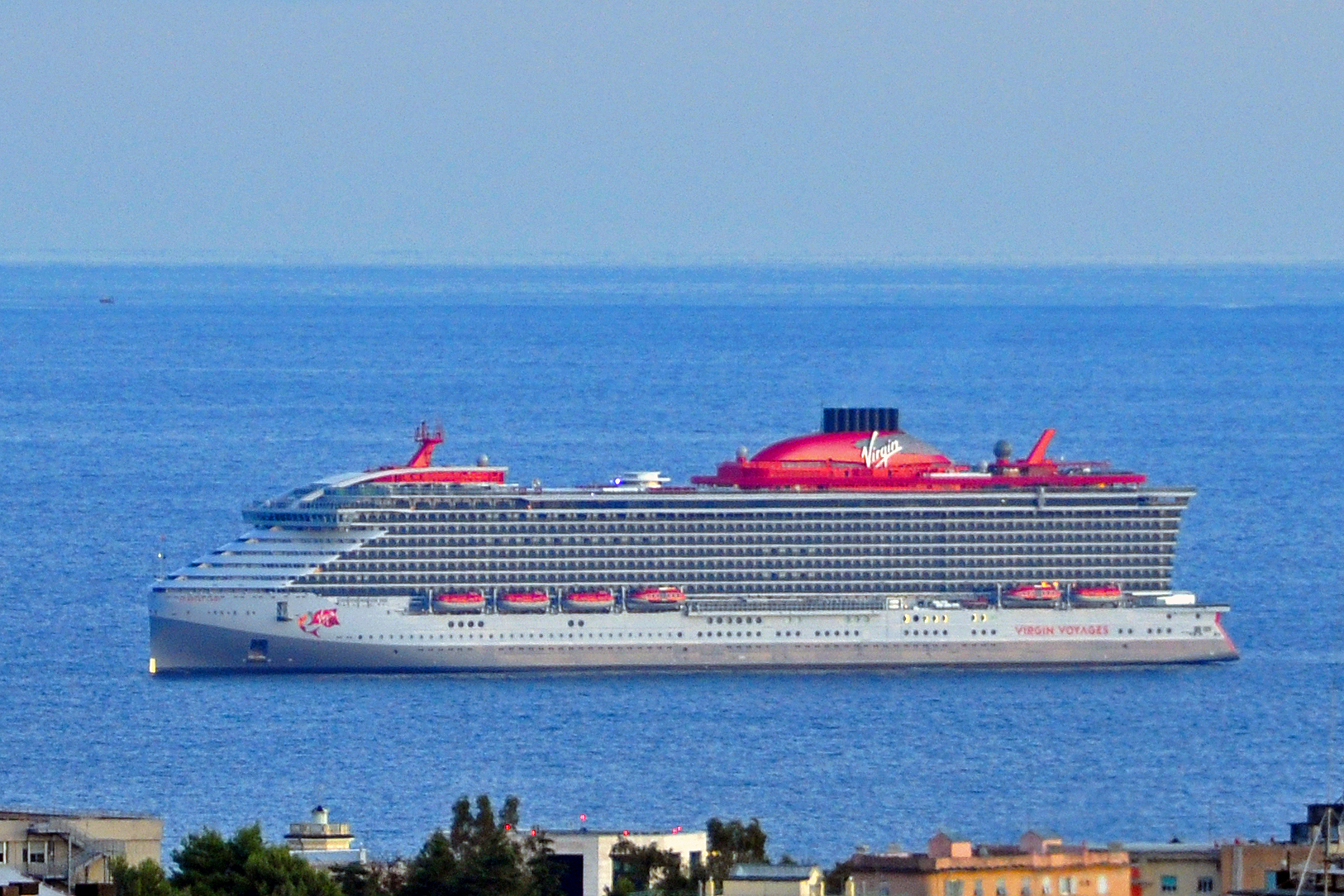
El Scarlet Lady navegando desde el Puerto de Génova

En 2011, Nirmal Saverimuttu, un ejecutivo de Virgin Group, y Tom McAlpin, entonces director ejecutivo de The World, conceptualizaron la idea de una línea de cruceros inspirada en la marca Virgin alojada bajo el paraguas de Virgin Group.  Más tarde, Saverimuttu colaboró con Bain Capital para comenzar una investigación de mercado y descubrió que había potencial en la industria de cruceros para que surgiera una nueva línea y también identificó un grupo demográfico grande y joven que aún no había experimentado los cruceros y que podría convertirse en el mercado objetivo de la marca.  Durante los tres años siguientes, Saverimuttu y McAlpin recaudaron 700 millones de dólares de Bain Capital, que se había convertido en el principal inversor, y de otros inversores institucionales y privados, y también pidieron prestado entre 1 y 1,500 millones de dólares adicionales. Después del respaldo financiero, el 4 de diciembre de 2014, Virgin Group anunció el establecimiento de Virgin Cruises. La línea de cruceros estaría dirigida por Tom McAlpin, quien fue nombrado presidente y director ejecutivo.
En el momento de su creación, Virgin anunció que la flota de la nueva línea de cruceros estaría compuesta por dos barcos y que su sede estaría en el área de Miami/Fort Lauderdale. En julio de 2015, la Comisión del Condado de Miami-Dade otorgó a Virgin Voyages la aprobación para atracar en PortMiami, y el primer contrato de la compañía para tres cruceros se finalizó el 18 de octubre de 2016, el mismo día en que Virgin Cruises pasó a llamarse Virgin Voyages. en un esfuerzo por fortalecer su marketing dirigido al grupo demográfico más joven y a los nuevos cruceristas.
En febrero de 2018, Virgin Voyages inauguró su sede en Plantation, Florida. En noviembre de 2018, Virgin Voyages amplió su compromiso con Miami al anunciar que construiría la Terminal V, una nueva terminal de 100,000 pies cuadrados en PortMiami estimada en 150 millones de dólares, cuya finalización está prevista para noviembre de 2021, y también navegaría los dos primeros de la línea de cruceros. buques desde Miami hasta 2022. En febrero de 2019, Virgin Voyages anunció que diseñaría un nuevo destino privado llamado The Beach Club, ubicado en la isla bahameña de Bimini. El complejo se desarrollaría en asociación con Resorts World Bimini de Genting Group y contaría con una variedad de ofertas de cocina local y actividades programadas para los huéspedes. En septiembre de 2019, a Virgin Voyages se le había concedido un acuerdo de derechos de atraque por 30 años en PortMiami.
El debut oficial de Virgin Voyages estaba originalmente programado para el 1 de abril de 2020, con el viaje inaugural del Scarlet Lady, pero la pandemia de COVID-19 había retrasado el lanzamiento de la línea de cruceros, habiendo tenido que posponer inicialmente el viaje hasta el 7 de agosto de 2020, y, en última instancia, 16 de octubre de 2020. El primer viaje con invitados de pago comenzó el 6 de agosto de 2021 desde Portsmouth.

## Flota
El 23 de junio de 2015, Virgin anunció que había firmado una carta de intención vinculante con el constructor naval italiano Fincantieri para la construcción de tres cruceros que se entregarían en 2020, 2021 y 2022: buques de tamaño mediano de 110,000 GT cada uno con 1,150 tripulantes. Y 1,430 cabañas para huéspedes con capacidad para albergar a un total de más de 2,800 pasajeros. El contrato final para la construcción de los barcos se firmó en octubre de 2016 y se espera que el costo total sea inferior a 2 mil millones de dólares. McAlpin explicó que los barcos se diseñarían de manera diferente a los barcos existentes en el mercado, dirigidos a los "jóvenes de corazón". La flota utiliza un diseño de popa que maximiza la visibilidad del "valor publicitario" del logotipo rojo de Virgin, visible hasta 2 personas náuticas. millas de distancia. En octubre de 2018 se encargó un cuarto barco para su entrega en 2023.
En noviembre de 2016, Virgin Voyages anunció que se había asociado con Climeon para implementar su sistema de energía limpia en sus barcos para generar energía a partir del agua de refrigeración de los motores para reducir las emisiones de dióxido de carbono. En febrero de 2019, Virgin Voyages también reveló que prohibiría todos los plásticos de un solo uso en su flota.
En febrero de 2024, el operador de satélites SES anunció que Virgin Voyages será la primera línea de cruceros en implementar su servicio de Internet satelital SES Cruise mPOWERED + Starlink PRO que por primera vez utiliza satélites tanto en Órbita terrestre baja como en Órbita circular intermedia para brindar servicios a los pasajeros. Internet, redes sociales y videollamadas a hasta 1,5 Gigabit por segundo por barco en cualquier parte del mundo.
Cuando se lance el Brilliant Lady será el primer y único barco de la flota de Virgin Voyages capaz de cruzar el Canal de Panamá, permitiendo el acceso a la costa oeste de los Estados Unidos y, en particular, a Alaska.

### Flota actual
| Buque          | Bandera | Entrada en servicio con Virgin | Tonelaje | Camarotes | Astillero                    | Notas | Imagen |
| -------------- | ------- | ------------------------------ | -------- | --------- | ---------------------------- | --- | ------ |
| Scarlet Lady   | Bahamas | 2020                           | 110,000  | 2,700     | Fincantieri (Sestri Ponente) | Debut retrasado debido a la pandemia de COVID-19                                                                  |        |
| Valiant Lady   | Bahamas | 2021                           | 110,000  | 2,700     | Fincantieri (Sestri Ponente) | Corte de acero el 20 de julio de 2018 Quilla colocada el 8 de febrero de 2019 Salió a flote el 20 de mayo de 2020 |        |
| Resilient Lady | Bahamas | Mayo 2023                      | 110,000  | 2,700     | Fincantieri (Sestri Ponente) | Retrasado hasta el segundo trimestre de 2023                                                                      |        |

### Flota futura
| Buque          | Bandera | Programado para entrar en servicio | Tonelaje | Camarotes | Astillero                    | Notas           | Imagen |
| -------------- | ------- | ---------------------------------- | -------- | --------- | ---------------------------- | --------------- | ------ |
| Brilliant Lady | Bahamas | 5 de septiembre de 2025            | 110,000  | 2,700     | Fincantieri (Sestri Ponente) | Debut retrasado |        |